# Abarth Osella PA1

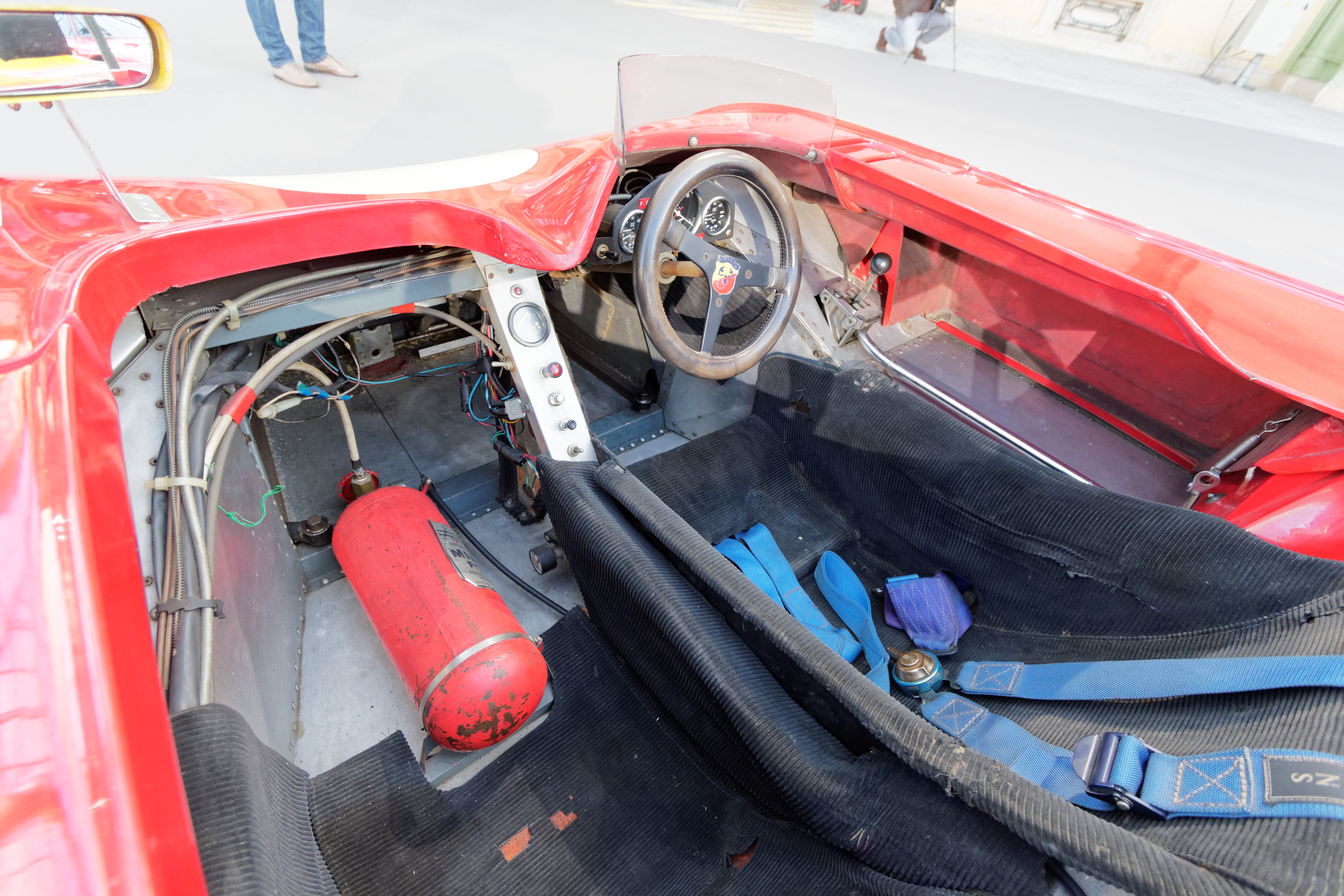
Abarth Osella PA1 – wnętrze

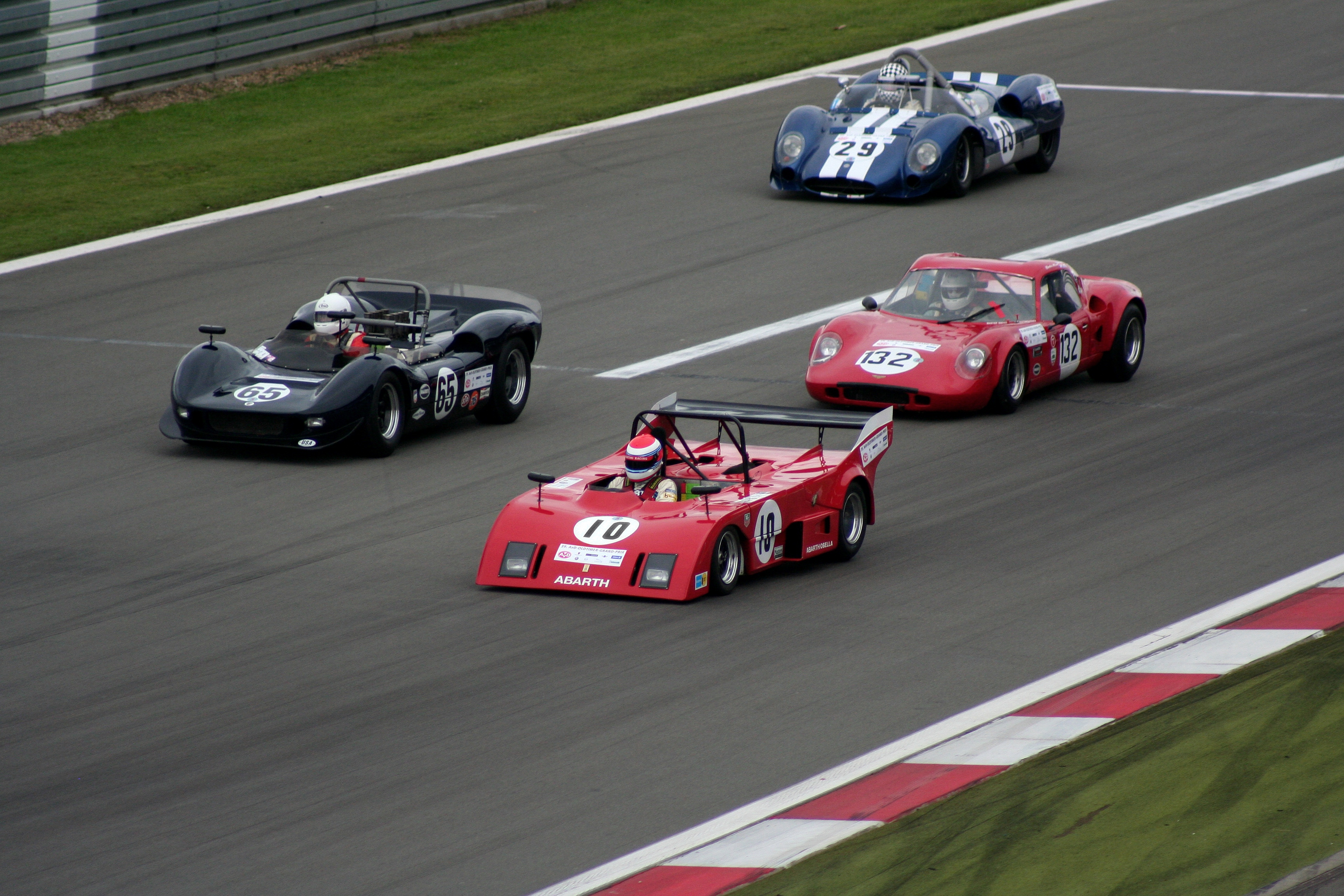
Abarth Osella PA1 na wyścigu

Abarth Osella PA1 – samochód wyścigowy produkowany przez firmę Abarth w 1972 roku.

## Opis modelu
Samochód był przeznaczony do użytku wyścigowego. Jego nazwa pochodziła od Vincenta "Enzo" Oselliego, byłego dyrektora zespołu rajdowego Osella. Samochód był prototypem i otrzymał specjalne oznaczenie PA1, co oznaczało "Prototipo Alberto” na cześć inżyniera Alberto Guerrato, który pracował w Oselli. Silnik był czterocylindrowy i rozwijał 270 KM.